# Plants vs. Zombies: Garden Warfare 2
Plants vs. Zombies: Garden Warfare 2 (рус. Растения против зомби: Садовая война 2) — компьютерная игра в жанре шутера от третьего лица. Является продолжением игры 2014 года Plants vs. Zombies: Garden Warfare. Игра была анонсирована 15 июня 2015 года на официальной конференции Electronic Arts на Electronic Entertainment Expo 2015. Релиз состоялся 23 февраля 2016 года. Игра написана на движке Frostbite 3. Вышла на Windows, Xbox One и PlayStation 4. Также, на оригинальной Plants vs. Zombies: Garden Warfare можно сохранять свой контент на Plants vs. Zombies: Garden Warfare 2.

## Сюжет
Д-р Эдгар Джордж Зомбосс и его зомби сумели захватить пригород Субурбию (англ. suburbia — «пригород») и превратить это место в Зомбурбию (англ. Zomburbia), но растениям не понравился такой расклад событий, и они решают отвоевать захваченную Субурбию, но уже с новыми силами. Игроку даётся выбор: играть за растений и отвоевать Субурбию, или же наоборот — оставить завоёванным, играя за зомби.

## Геймплей
Геймплей изменился, но в принципе не отличается: теперь существует возможность открытого мира, которым является сама Зомбурбия (захваченная Субурбия). В начале игры, где-то посреди неё вырос подсолнух. Лидер растений — человек по имени Безумный Дейв приказал ему бежать в то место, где он его подберёт на летающей машине. После побега игрок переносится в другое место, разделённое на 3 части: сторона растений, сторона зомби и поле боя посередине — это место называется Backyard Battleground, где игрок имеет свой собственный открытый мир. Безумный Дейв переносит игрока на базу растений. База имеет портал для сетевой игры, будка для переодеваний (англ. Booth Customization) и выбора персонажа, доска с квестами, почтовый ящик, автомат-магазин со стикерами (англ. Sticker Shop), который, как и в Garden Warfare, для покупок нужно иметь достаточное кол-во внутриигровой валюты, и стенд для быстрого перехода на другую сторону. Так же эти предметы можно обнаружить и на базе зомби, играя за их сторону.

## Отзывы
| Сводный рейтинг | Сводный рейтинг | Сводный рейтинг |
| Издание         | Оценка          | Оценка          |
| Издание         | PS4             | Xbox One        |
| --------------- | --------------- | --------------- |
| GameRankings    | 84,50 %         | 80,50 %         |